# GNUStep
GNUStep – projekt wolnego oprogramowania, którego celem jest stworzenie otwartej implementacji specyfikacji OpenStep emulującej środowisko graficzne systemu operacyjnego NeXTStep dla systemu GNU/Linux.
GNUStep powstał dzięki API Cocoa i bazuje na menedżerze okien Window Maker oraz bibliotekach przeznaczonych dla systemów uniksopodobnych i Microsoft Windows. Niektóre aplikacje i biblioteki zostały przeportowane z systemu NeXTStep.